# Планирование эксперимента
Планирование эксперимента (англ. experimental design techniques) — это процедура выбора числа опытов и условий их проведения, необходимых для решения поставленной задачи с требуемой точностью. Основная цель планирования эксперимента — достижение максимальной точности измерений при заданном количестве проведенных опытов и сохранении статистической достоверности результатов.
Планирование эксперимента применяется при поиске оптимальных условий, построении интерполяционных формул, выборе значимых факторов, оценке и уточнении констант теоретических моделей и др.

## История
Планирование эксперимента возникло в первой половине XX века из потребности устранить или хотя бы уменьшить систематические ошибки в сельскохозяйственных исследованиях путём рандомизации условий проведения эксперимента. Процедура планирования оказалась направленной не только на уменьшение дисперсии оцениваемых параметров, но также и на рандомизацию относительно сопутствующих, спонтанно изменяющихся и неконтролируемых переменных. В результате удалось избавиться от смещения в оценках.
С 1918 года Р. Фишер начал свою серию работ на Рочемстедской агробиологической станции (англ.) в Англии. В 1935 году появилась его монография «Design of Experiments», давшая название всему направлению. В 1942 году А. Кишен рассмотрел планирование эксперимента по латинским кубам, которое явилось дальнейшим развитием теории латинских квадратов. Затем Р. Фишер независимо опубликовал сведения об ортогональных гипер-греко-латинских кубах и гипер-кубах. Вскоре после этого в 1946 году Р. Рао рассмотрел их комбинаторные свойства. Дальнейшему развитию теории латинских квадратов посвящены работы Х. Манна (1947—1950 годы).
Первое глубокое математическое исследование блок-схемы выполнено Р. Боузом (англ.) в 1939 году. Вначале была разработана теория сбалансированных неполноблочных планов (BIB-схемы). Затем Р. Бо́зе, К. Нер и Р. Рао обобщили эти планы и разработали теорию частично сбалансированных неполноблочных планов (РBIB-схемы). С тех пор изучению блок-схем уделяется большое внимание как со стороны специалистов по планированию эксперимента (Ф. Йейтс, Г. Кокс, В. Кокран (англ.), В. Федерер, К. Гульден, О. Кемптгорн и другие), так и со стороны специалистов по комбинаторному анализу (Р. Бо́зе, Ф. Шимамото, В. Клатсворси, С. Шрикханде (англ.), А. Гофман и др.).
Исследования Р. Фишера знаменуют начало первого этапа развития методов планирования эксперимента. Фишер разработал метод факторного планирования. Йейтс предложил для этого метода простую вычислительную схему. Факторное планирование получило широкое распространение. Особенностью факторного эксперимента является необходимость ставить сразу большое число опытов.
В 1945 г. Д. Финни ввел дробные реплики от факторного эксперимента. Это позволило сократить число опытов и открыло дорогу техническим приложениям планирования. Другая возможность сокращения необходимого числа опытов была показана в 1946 г. Р. Плакеттом и Д. Берманом, которые ввели насыщенные факторные планы (Метод Плакетта – Бермана).
Г. Хотеллинг в 1941 году предложил находить экстремум по экспериментальным данным с использованием степенных разложений и градиента.
Следующим важным этапом было введение принципа последовательного шагового экспериментирования. Этот принцип, высказанный в 1947 году М. Фридманом и Л. Сэвиджем, позволил распространить на экспериментальное определение экстремума — итерацию.
Чтобы построить современную теорию планирования эксперимента, не хватало одного звена — формализации объекта исследования. Это звено появилось в 1947 году, после создания Н. Винером теории кибернетики. Кибернетическое понятие «черный ящик», играет в планировании важную роль.
В 1951 г. работой американских ученых Дж. Бокса и К. Уилсона начался новый этап развития планирования эксперимента. В ней сформулирована и доведена до практических рекомендаций идея последовательного экспериментального определения оптимальных условий проведения процессов с использованием оценки коэффициентов степенных разложений методом наименьших квадратов, движение по градиенту и отыскание интерполяционного полинома в области экстремума функции отклика (почти стационарной области).
В 1954—1955 гг. Дж. Бокс, а затем П. Юл показали, что планирование эксперимента можно использовать при исследовании физико-химических процессов, если априори высказаны одна или несколько возможных гипотез. Направление получило развитие в работах Н. П. Клепикова, С. Н. Соколова и В. В. Федорова в ядерной физике.
Третий этап развития теории планирования эксперимента начался в 1957 г., когда Бокс применил свой метод в промышленности. Этот метод стал называться «эволюционным планированием». В 1958 году Г. Шеффе (англ.) предложил новый метод планирования эксперимента для изучения физико-химических диаграмм состав — свойство под названием «симплексной решетки».
Развитие теории планирование эксперимента в СССР отражено в работах В. В. Налимова, Ю. П. Адлера, Ю. В. Грановского, Е. В. Марковой, В. Б. Тихомирова.

## Этапы планирования эксперимента
Методы планирования эксперимента позволяют минимизировать число необходимых испытаний, установить рациональный порядок и условия проведения исследований в зависимости от их вида и требуемой точности результатов. Если же по каким-либо причинам число испытаний уже ограничено, то методы дают оценку точности, с которой в этом случае будут получены результаты. Методы учитывают случайный характер рассеяния свойств испытываемых объектов и характеристик используемого оборудования. Они базируются на методах теории вероятности и математической статистики.
Планирование эксперимента включает ряд этапов.
1. Установление цели эксперимента (определение характеристик, свойств и т. п.) и его вида (определительные, контрольные, сравнительные, исследовательские).
2. Уточнение условий проведения эксперимента (имеющееся или доступное оборудование, сроки работ, финансовые ресурсы, численность и кадровый состав работников и т. п.). Выбор вида испытаний (нормальные, ускоренные, сокращенные в условиях лаборатории, на стенде, полигонные, натурные или эксплуатационные).
3. Выбор входных и выходных параметров. Входные параметры (факторы) могут быть детерминированными, то есть регистрируемыми и управляемыми (зависимыми от наблюдателя), и случайными, то есть регистрируемыми, но неуправляемыми. Наряду с ними на состояние исследуемого объекта могут оказывать влияние нерегистрируемые и неуправляемые параметры, которые вносят систематическую или случайную погрешность в результаты измерений. Это — ошибки измерительного оборудования, изменение свойств исследуемого объекта в период эксперимента, например, из-за старения материала или его износа, воздействие персонала и т. д.
4. Выбор математической модели, с помощью которой будут представляться экспериментальные данные;
5. Установление необходимой точности результатов измерений (выходных параметров), области возможного изменения входных параметров, уточнение видов воздействий. Выбирается вид образцов или исследуемых объектов, учитывая степень их соответствия реальному изделию по состоянию, устройству, форме, размерам и другим характеристикам. На назначение степени точности влияют условия изготовления и эксплуатации объекта, при создании которого будут использоваться эти экспериментальные данные. Условия изготовления, то есть возможности производства, ограничивают наивысшую реально достижимую точность. Условия эксплуатации, то есть условия обеспечения нормальной работы объекта, определяют минимальные требования к точности.Для ряда случаев (при небольшом числе факторов и известном законе их распределения) можно заранее рассчитать минимально необходимое число испытаний, проведение которых позволит получить результаты с требуемой точностью.
6. Выбор критерия оптимальности, плана эксперимента, определение метода анализа данных; проведение эксперимента — количество и порядок испытаний, способ сбора, хранения и документирования данных. Порядок проведения испытаний важен, если входные параметры (факторы) при исследовании одного и того же объекта в течение одного опыта принимают разные значения. Например, при испытании на усталость при ступенчатом изменении уровня нагрузки предел выносливости зависит от последовательности нагружения, так как по-разному идет накопление повреждений, и, следовательно, будет разная величина предела выносливости. В ряде случаев, когда систематически действующие параметры сложно учесть и проконтролировать, их преобразуют в случайные, специально предусматривая случайный порядок проведения испытаний (рандомизация эксперимента). Это позволяет применять к анализу результатов методы математической теории статистики. Порядок испытаний также важен в процессе поисковых исследований: в зависимости от выбранной последовательности действий при экспериментальном поиске оптимального соотношения параметров объекта или какого-то процесса может потребоваться больше или меньше опытов. Эти экспериментальные задачи подобны математическим задачам численного поиска оптимальных решений. Наиболее хорошо разработаны методы одномерного поиска (однофакторные однокритериальные задачи), такие как метод Фибоначчи, метод золотого сечения.
7. Проверка статистических предпосылок для полученных данных, построение математической модели поведения исследуемых характеристик.Необходимость обработки вызвана тем, что выборочный анализ отдельных данных, вне связи с остальными результатами, или же некорректная их обработка могут не только снизить ценность практических рекомендаций, но и привести к ошибочным выводам. Обработка результатов включает: определение доверительного интервала среднего значения и дисперсии (или среднего квадратичного отклонения) величин выходных параметров (экспериментальных данных) для заданной статистической надежности; проверка на отсутствие ошибочных значений (выбросов), с целью исключения сомнительных результатов из дальнейшего анализа. Проводится на соответствие одному из специальных критериев, выбор которого зависит от закона распределения случайной величины и вида выброса; проверка соответствия опытных данных ранее априорно введенному закону распределения. В зависимости от этого подтверждаются выбранный план эксперимента и методы обработки результатов, уточняется выбор математической модели. Построение модели выполняется в случаях, когда должны быть получены количественные характеристики взаимосвязанных входных и выходных исследуемых параметров. Это — задачи аппроксимации, то есть выбора математической зависимости, наилучшим образом соответствующей экспериментальным данным. Для этих целей применяют регрессионные модели, которые основаны на разложении искомой функции в ряд с удержанием одного (линейная зависимость, линия регрессии) или нескольких (нелинейные зависимости) членов разложения (ряды Фурье, Тейлора). Одним из методов подбора линии регрессии является широко распространенный метод наименьших квадратов. Для оценки степени взаимосвязанности факторов или выходных параметров проводят корреляционный анализ результатов испытаний. В качестве меры взаимосвязанности используют коэффициент корреляции: для независимых или нелинейно зависимых случайных величин он равен или близок к нулю, а его близость к единице свидетельствует о полной взаимосвязанности величин и наличии между ними линейной зависимости. При обработке или использовании экспериментальных данных, представленных в табличном виде, возникает потребность получения промежуточных значений. Для этого применяют методы линейной и нелинейной (полиноминальной) интерполяции (определение промежуточных значений) и экстраполяции (определение значений, лежащих вне интервала изменения данных).
8. Объяснение полученных результатов и формулирование рекомендаций. Снижение трудоёмкости и сокращение сроков испытаний достигается применением автоматизированных экспериментальных комплексов. Такой комплекс включает испытательные стенды с автоматизированной установкой режимов (позволяет имитировать реальные режимы работы), автоматически обрабатывает результаты, ведет статистический анализ и документирует исследования. Но велика и ответственность инженера в этих исследованиях: четкое поставленные цели испытаний и правильно принятое решение позволяют точно найти слабое место изделия, сократить затраты на доводку и итерационность процесса проектирования.